# Simple Dreams
Simple Dreams — восьмой студийный альбом американской певицы Линды Ронстадт, вышедший в сентябре 1977 года на лейбле Asylum Records. Он достиг платинового статуса от Американской ассоциации звукозаписывающих компаний и стал 2-м в карьере певицы альбомом, достигшим позиции № 1 в американском хит-параде альбомов (5 недель на первом месте). Диск получил несколько номинаций на премию «Грэмми», включая «Лучшее женское вокальное поп-исполнение» (где песня «Blue Bayou» конкурировала с такими звёздами как Дебби Бун, Долли Партон и Карли Саймон и уступила Барбре Стрейзанд) и «Лучшая запись года» (где конкурировала с Дебби Бун, Барброй Стрейзанд и Кристал Гейл, но уступила песне «Hotel California» группы The Eagles). Лонгплей был также номинирован в категории за оформление обложки альбома.

## Об альбоме
Диск стал 5-м для Ронстадт диском с более чем миллионным тиражом.
Запись имела коммерческий успех и тираж в 3 млн копий в США и платиновую сертификацию RIAA. Работа певицы достигла первого места в американском хит-параде Billboard Top LPs & Tape (во второй раз в карьере) и 5 недель на пробыла на позиции № 1. В общей сложности она провела там около года, а в профильном рейтинге, ориентированном на кантри-музыку, который пластинка также покорила, ещё дольше — 56 недель (больше одного календарного года). Столь же существенными были успехи в других частях англосферы. Simple Dreams возглавила национальные хит-парады Австралии и Канады, всего на одну ступень ниже она была в Новой Зеландии. И только в Соединённом Королевстве показатели были несколько ниже: 15-е место и всего пять недель пребывания в чарте. Поскольку диск появился в продаже ближе к концу года, он фигурировал рейтингах лучших LP года на протяжении сразу двух лет. В 1977 году он смог стать 18-м по уровню продаж в Канаде и 27-м в Австралии. Но основной объём продаж пришёлся на следующий год и в таблицах 1978 года студийник вошёл в сотню самых успешных поп-альбомов в США (8-е место), Нидерландов (63-е место), Новая Зеландия (11-е место), повторно присутствовал в списках Австралии (4-е место) и Канады (54-е место).

## Отзывы
Запись получила положительные отзывы музыкальных критиков и интернет-изданий. Rolling Stone отмечает: «На протяжении всего альбома Simple Dreams (в котором Ронстадт и Эшер разумно сократили продакшн) певица создаёт горько-сладкий мир разочарований, фантазий и весёлых дерзких утверждений». В своей рецензии в Christgau’s Record Guide: Rock Albums of the Seventies (1981) Роберт Кристгау написал:
«В этом альбоме уже нет Эндрю Голда, который уходит и делает сольную карьеру, тем самым позволяя Ронстадт нанять себе рок-н-ролльную группу. Она всё ещё слишком предсказуема — представьте, какой бы лаконичной и красноречивой казалась „Blue Bayou“, если бы вместо того, чтобы прибавить громкости в середине песни, она просто взяла одну высокую ноту в конце, — но она также является поп-эклектиком для нашего времени, ей так же комфортно с Миком Джаггером, как и с Долли Партон, она интерпретирует Роя Орбисона так же легко, как Бадди Холли. Даже её образ наркоманки, ищущей утешения в песне Уоррена Зевона „Carmelita“, не выглядит совершенно нелепо. И я признаю — она тлично смотрится в куртке „Доджерс“».
Стивен Томас Эрлевайн в своей рецензии в AllMusic отметил, что «В альбоме Simple Dreams представлен более широкий спектр стилей, чем на любой другой пластинке Линды Ронстадт, что подтверждает её значительный талант певицы-интерпретатора. Ронстадт поёт песню Долли Партон („I Never Will Marry“) с той же убеждённостью, что и Rolling Stones („Tumbling Dice“), ей удаётся обновить Роя Орбисона („Blue Bayou“) и обратить внимание на едкого, начинающего певца и автора-исполнителя Уоррена Зевона („Poor Poor Pitiful Me“ и „Carmelita“). Благодаря неизменно авантюрному материалу и мощному исполнению Ронстадт эта пластинка может соперничать с Heart Like a Wheel по общему качеству».

## Список композиций
| №  | Название                   | Автор(ы)                  | Длительность |
| -- | -------------------------- | ------------------------- | ------------ |
| 1. | «It’s So Easy»             | Бадди Холли, Норман Петти | 2:27         |
| 2. | «Carmelita»                | Уоррен Зивон              | 3:07         |
| 3. | «Simple Man, Simple Dream» | Джей Ди Саутер            | 3:12         |
| 4. | «Sorrow Lives Here»        | Эрик Каз                  | 2:57         |
| 5. | «I Never Will Marry»       | народная песня            | 3:12         |

| №                   | Название               | Автор(ы)                 | Длительность |
| ------------------- | ---------------------- | ------------------------ | ------------ |
| 1.                  | «Blue Bayou»           | Рой Орбисон, Джо Мелсон  | 3:57         |
| 2.                  | «Poor Poor Pitiful Me» | Уоррен Зивон             | 3:42         |
| 3.                  | «Maybe I’m Right»      | Уодди Вахтель            | 3:05         |
| 4.                  | «Tumbling Dice»        | Мик Джаггер, Кит Ричардс | 3:05         |
| 5.                  | «Old Paint»            | народная песня           | 3:05         |
| Общая длительность: | Общая длительность:    | Общая длительность:      | 31:49        |

## Участники записи
Приведены по сведениям базы данных Discogs, нумерация треков указана по изданию в формате компакт-диска.
| Музыканты: - Линда Ронстадт — вокал, бэк-вокал (в песнях 1, 10), акустическая гитара (в песнях 5, 10), аранжировки (в песнях 5, 10) - Дэн Дагмор — акустическая гитара (в песнях 1, 2, 7), стил-гитара (в песнях 3, 6), электрогитара (в песне 9) - Уодди Вахтель — электрогитара (в песнях 1, 2, 7, 8, 9), бэк-вокал (в песнях 1, 2, 9), акустическая гитара (в песнях 2, 5, 6, 8), соло на слайд-гитаре (в песне 9) - Дэвид Кэмпбелл — аранжировка струнных (в песне 3), скрипка (в песне 3) - Кенни Эдвардс — бас-гитара (в песнях 1, 2, 3, 6—9), бэк-вокал (в песнях 1, 2, 6, 7, 9, 10), мандолина (в песне 6) - Дон Гролник — клавинет (в песнях 1, 7), орган (в песне 2), электрическое пианино (в песнях 3, 6), акустическое пианино (в песнях 4, 9) - Майк Олдридж — добро (в песнях 5, 10) - Рик Маротта — барабаны (в песнях 1, 2, 3, 6, 7, 9), синдрамы (в песнях 2, 6, 7), шейкер (в песне 3), ковбелл (в песне 6) - Стив Форман — маримба (в песне 6) - Питер Эшер — бэк-вокал (в песнях 1, 8, 10), бубен (в песне 7), маракасы (в песне 7) | Музыканты: - Деннис Кармазин — виолончель (в песне 3) - Чарльз Вил — скрипка (в песне 3) - Ричард Февес — контрабас (в песне 3) - Джон Дэвид Саутер — бэк-вокал (в песне 8) - Херб Педерсен — бэк-вокал (в песне 10) - Долли Партон — гармонический вокал (в песне 5) - Дон Хенли — бэк-вокал (в песне 6) Технический персонал: - Питер Эшер — музыкальный продюсер - Вал Гарай — звукорежиссёр, сведение - Марк Хоулетт — ассистент звукорежиссёра по записи, ассистент звукорежиссёра по микшированию - Дуг Сакс — мастеринг-инженер - Джон Кош — арт-директор, дизайнер - Джим Ши — фотограф |

## Позиции в хит-парадах и уровни продаж
Еженедельные чарты
| Год       | Хит-парад                                           | Высшая позиция | Пребывание в чарте |
| --------- | --------------------------------------------------- | -------------- | ------------------ |
| 1977—1978 | Австралия (Kent Music Report)                       | 1              | нет данных         |
| 1977—1978 | Великобритания (UK Albums Chart)                    | 15             | 5 недель           |
| 1977—1978 | Канада (RPM 100 Albums)                             | 1              | 40 недель          |
| 1977—1978 | Нидерланды (Nationale Hitparade LP Top 20 — Top 30) | 8              | 34 недели          |
| 1977—1978 | Новая Зеландия (RMNZ)                               | 2              | 44 недели          |
| 1977—1978 | США (Billboard Top LPs & Tape)                      | 1              | 47 недель          |
| 1977—1978 | США (Billboard Top Country LPs)                     | 1              | 56 недель          |
| 1977—1978 | Финляндия (Suomen virallinen lista)                 | 20             | 9 недель           |
| 1977—1978 | Франция (SNEP)                                      | 15             | 64 недели          |
| 1977—1978 | Швеция (Topplistan)                                 | 46             | 1 неделя           |
| 1977—1978 | Япония (Oricon)                                     | 38             | нет данных         |

| Год  | Хит-парад                          | Позиция |
| ---- | ---------------------------------- | ------- |
| 1977 | Австралия (Kent Music Report)      | 27      |
| 1977 | Канада (RPM Year-End)              | 18      |
|      |                                    |         |
| 1978 | Австралия (Kent Music Report)      | 4       |
| 1978 | Канада (RPM Year-End)              | 54      |
| 1978 | Нидерланды (MegaCharts)            | 63      |
| 1978 | Новая Зеландия (RIANZ)             | 11      |
| 1978 | США (Billboard Top 100 Pop Albums) | 8       |
| 1978 | Франция (IFOP)                     | 31      |

| Регион | Сертификация  | Продажи    |
| --- | ------------- | ---------- |
| Австралия (ARIA) | 5× Платиновый | 350 000^   |
| Гонконг (IFPI Hong Kong)                                                                                                 | Платиновый    | 20 000*    |
| Канада (Music Canada) | 2× Платиновый | 200 000^   |
| Новая Зеландия (RMNZ) | Платиновый    | 15 000^    |
| США (RIAA) | 3× Платиновый | 3 000 000^ |
| Япония (Oricon) | —             | 42 540     |
| * Данные о продажах приведены только на основе сертификации. ^ Данные о тиражах приведены только на основе сертификации. |               |            |